# Kalatravski red
Kalatravski red (špansko Orden de Calatrava, portugalsko Ordem de Calatrava) je bil eden od štirih španskih vojaških redov, prvi, ustanovljen v Kastiliji, in drugi, ki ga je odobril papež. Odobril ga je  Aleksander III. 26. septembra 1164. Večina politične in vojaške moči reda je do konca 15. stoletja izginila, vendar je bil razpuščen šele leta 1838.

## Izvor in ustanovitev
Red je v Calatravi la Vieja v Kastiliji ustanovil Raimundo Serrat kot vojaško vejo cistercijanov. Izvor reda je opisal Rodrigo iz Toleda:

Calatrava je arabsko ime gradu, ki ga je leta 1147 od muslimanov osvojil kastiljski kralj Alfonso VII., imenovan Imperator. Grad, ki se nahaja na takratni najjužnejši meji Kastilije, je bilo težje obdržati kot osvojiti, zlasti v času, ko niso poznali niti stalne vojske niti garnizij. Da bi delno odpravili to pomanjkljivost, so bili ustanovljeni vojaški redovi, kot je viteški red templjarjev, v katerem so moški lahko izpolnili zaobljubo večne vojne proti muslimanom. Templjarji pa niso mogli zadržati Calatrave in kralj je našel dodatne prostovoljne bojevnike, ko se mu je ponudil Rajmond, opat cistercijanskega samostana Fitero.
Ta korak naj bi opatu predlagal oče Diego Velázquez, preprost menih, ki pa je bil vitez in je zato dobro poznal vojaške zadeve. Diega je navdihnila ideja, da bi za obrambo Calatrave zaposlil laične brate opatije. Ti bratje, cistercijanski laiki,  takrat nedavna novost v meniškem življenju, niso pripadali svetemu redu, temveč so se ukvarjali z različnimi poklici, kot so skrb za črede, gradbeništvo, delo na kmetiji ali reja živali. Diego jim je priporočil, naj postanejo vojaki križa. Tako je bil leta 1157 ustanovljen nov red.
Motivirani z željo po verskih in denarnih nagradah, so bili ti bratje pripravljeni prevzeti ofenzivo proti Mavrom. Ko je opat Rajmond umrl (1163), jih je kot njihov prvi veliki mojster začel v boju voditi nek don García. Istočasno so zborni menihi, ne brez protesta, zapustili Calatravo, da bi živel v samostanu Cirvelos pod opatom, ki so ga izbrali. V Calatravi so z vitezi ostali samo Velasquez in nekaj drugih klerikov, ki so delovali kot kaplani, Velasquez pa je postal prior celotne skupnosti. To nekoliko revolucionarno ureditev sta odobrila generalni kapitelj v Cîteauxu in papež Aleksander III. leta 1164.
Generalni kapitelj v Cîteauxu je leta 1187 vitezom v Calatravi prepustil dokončno vladavino, ki jo je istega leta odobril papež Gregor VIII.  Pravila, oblikovana po cistercijanskih običajih za brate laike, so bila vitezom naložena poleg obveznosti treh redovnih zaobljub: molka v refektoriju, dormitoriju in oratoriju, vzdržnosti štiri dni na teden, poleg več postnih dni v letu, in recitiranja  določenega števila  očenašov za vsako uradno dnevno uro. Spati so morali  v svojih oklepih in nositi cistercijanski beli plašč s škrlatnim križem fleur de lisée. Red ni bil podrejen Cîteauxu, ampak Morimondu v Šampanji, matični hiši Fitero, iz katere je kalatravski red  izšel. Posledično je imel opat Morimonda pravico do obiskovanja hiš in reforme statuta Calatrave, medtem ko je najvišje cerkveno dostojanstvo reda, velikega priorja, lahko opravljal le menih iz Morimonda.

## Boj šproti Mavrom
Proti koncu 12. stoletja se je moral red soočiti z invazijo španskih in afriških Mavrov. Velika bitka se je zgodila pri Alarcosu leta 1195. Red je bitko izgubil in bil skoraj zdesetkan. Preživeli člani so se naselili v samostanu Cirvelos, kjer so začeli organizirano novačiti novih viteze. Leta 1198 je vojska reda zmagala v bitki pri Salvatierri. 
Red se je štirinajst let imenoval Vitezi Salvatierre, potem pa je Salvatierra padla in red je bil razpršen. Zaradi strahu pred nadaljnjim napredovanjem Mavrov je papež Inocenc III. zbral križarje za pohod v Španijo. Leta 1212 je bila Calatrava ponovno zavzeta in Mavri so bili postopoma potisnjeni proti jugu. 
Po osvojitevi Calatrave je red užival obdobje blaginje in se razširil po vsej Španiji. Red se je tudi osamosvojil od posvetne oblasti in je bil po  duhovni plati podrejen le opatu Morimonda in papežu. V tem času je imel red v lasti približno 56 okrajev, 16 prioratov in 64 vasi. Letni dohodek reda je bil 50.000 dukatov. Vse to se je  končalo ob koncu stoletja zaradi notranjih nasprotij znotraj reda. Eden od njih je bila na primer izvolitev dveh velikih mojstrov leta 1296.

## Pod kraljevo oblastjo
Politična avtonomija reda Calatrava se je končala leta 1487 s smrtjo velikega mojstra Lópeza de Padille. Red je prešel pod oblast kralja Ferdinanda Aragonskega. Redna dejavnost reda je postopoma zamrla, k čemur je pripomogla velika zaplemba premoženja. Red obstaja še danes. Njegov trenutni veliki mojster je kralj Filip VI. Španski.